# 刘洪涛 (1957年)
刘洪涛（1957年10月—），河南省淇县人，中华人民共和国政治人物。

## 生平
1982年，毕业于同济大学建筑系城市规划专业。毕业后供职于河南省城建局。1984年9月，加入中国共产党。1992年12月，担任河南省城乡建设环境保护厅劳动人事处处长。1994年7月，担任河南省城乡建设环境保护厅、河南省建设厅副厅长。2004年1月，担任中共许昌市委副书记。2008年3月，担任河南省科学院院长、党委副书记，河南科高产业集团有限责任公司董事长。2009年7月，担任河南省住房和城乡建设厅厅长。2010年10月，担任河南省住房和城乡建设厅党组书记、厅长。2014年5月20日，因涉嫌严重违纪违法，接受组织调查。8月21日河南省检察院决定，依法对刘洪涛涉嫌受贿犯罪立案侦查并采取强制措施。2016年1月，河南省高级人民法院宣布判处有期徒刑十二年。